# Brixlegg
Brixlegg is een gemeente in de Oostenrijkse deelstaat Tirol, en maakt deel uit van het district Kufstein.

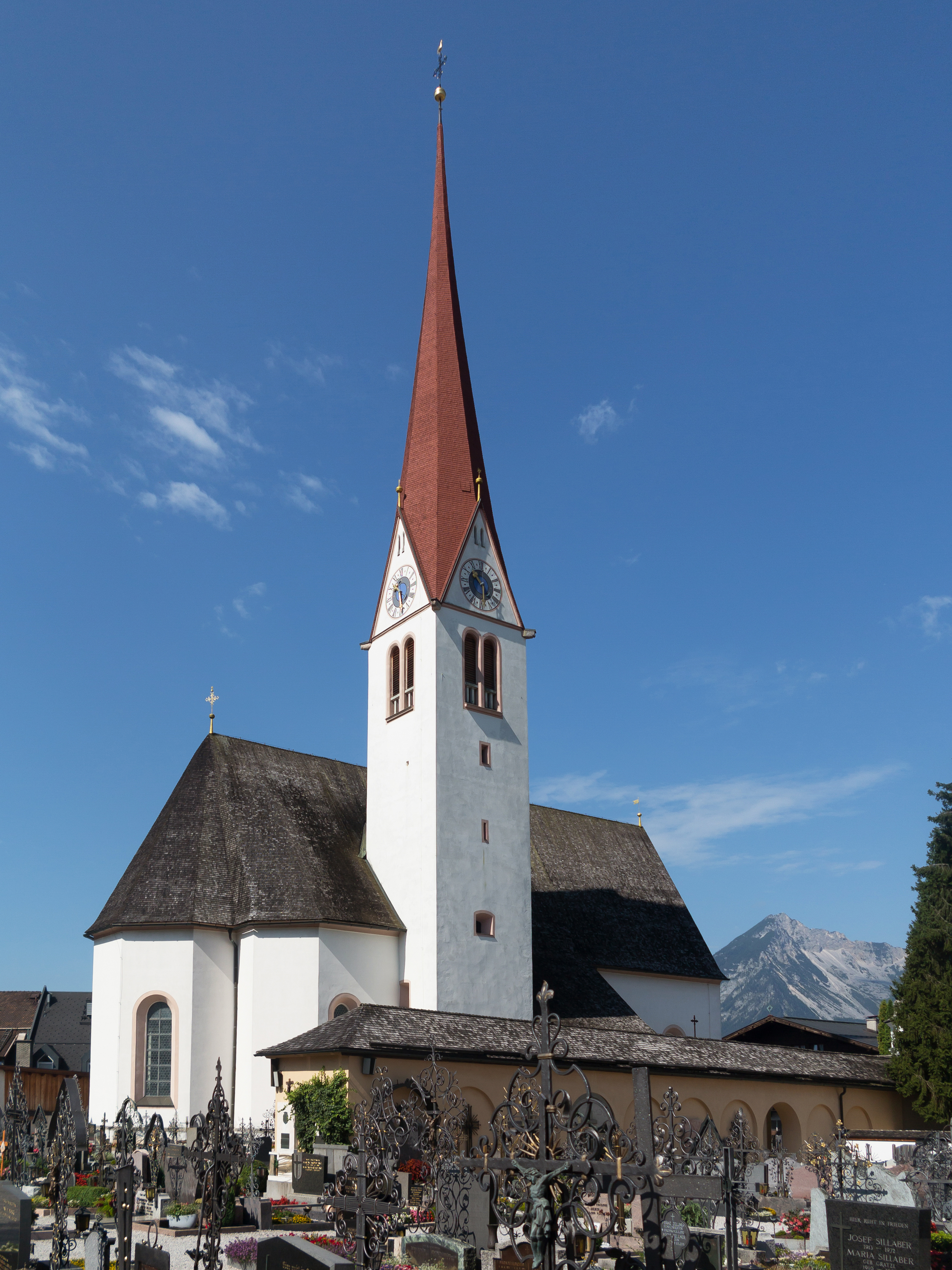
De katholieke Pfarrkirche Unsere Liebe Frau Vermählung

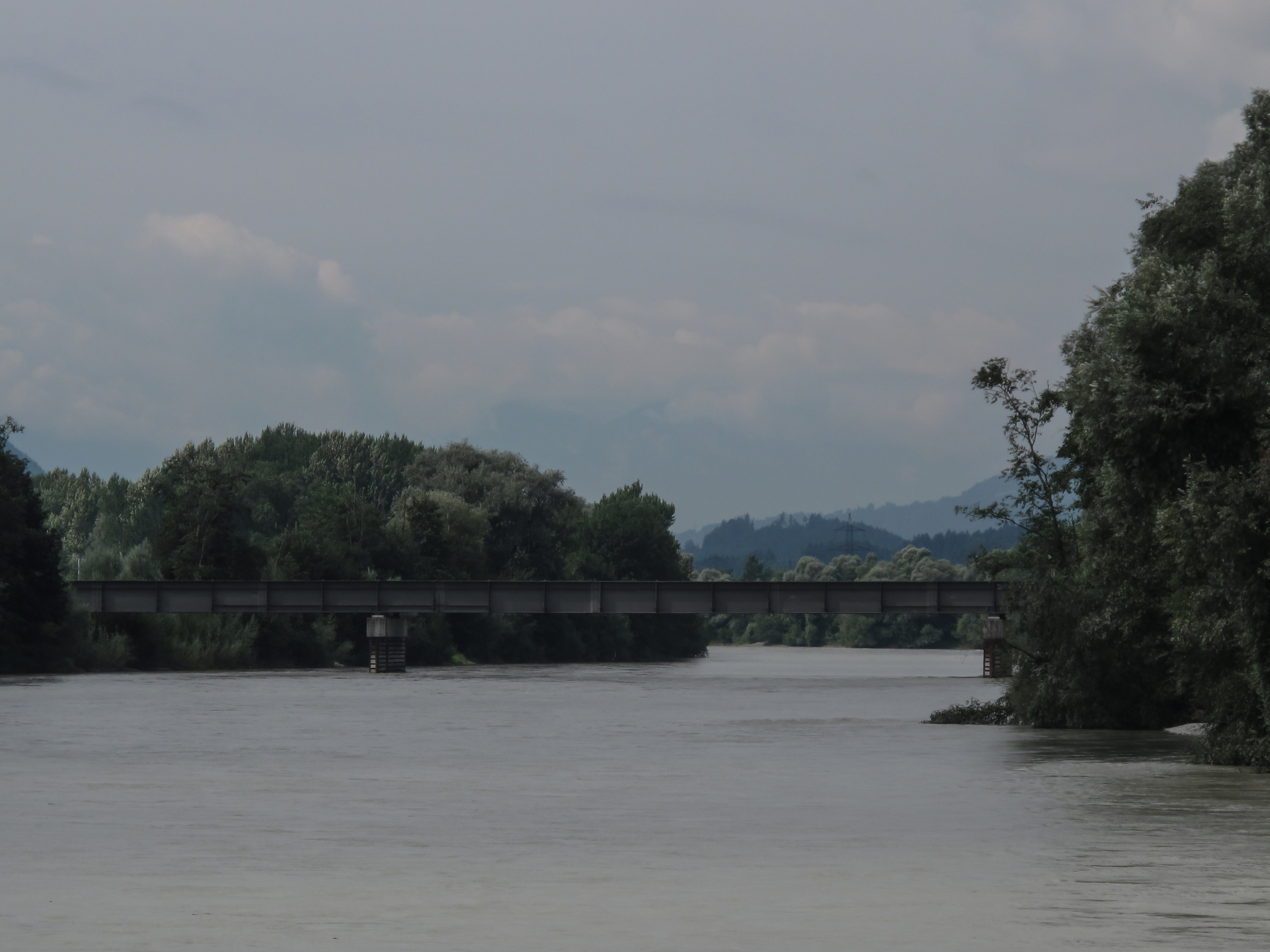
bei Brixlegg, rivier: der Inn

Brixlegg telt 2830 inwoners.
Alpbach · Angath · Angerberg · Bad Häring · Brandenberg · Breitenbach am Inn · Brixlegg · Ebbs · Ellmau · Erl · Kirchbichl · Kramsach · Kufstein · Kundl · Langkampfen · Mariastein · Münster · Niederndorf · Niederndorferberg · Radfeld · Rattenberg · Reith im Alpbachtal · Rettenschöss · Scheffau am Wilden Kaiser · Schwoich · Söll · Thiersee · Walchsee · Wildschönau · Wörgl
- Gemeinsame Normdatei: 4008309-3
- MusicBrainz: 9bbbae32-fa41-4981-94fa-4a1f2f9f3757
- Virtual International Authority File: 236779586
- WorldCat: E39PCjCXfbvctMbfg9WKkcFBj3